# 田边咖啡馆
田边咖啡馆是一家位于泰国巴吞他尼府探耶武里县以诗琳通公主为主题的咖啡馆，由诗琳通公主本人所开设和亲自命名。田边咖啡馆为单层别墅式建筑，店内装潢有诗琳通公主的画像及照片，周围有绿树和池塘环绕，装修风格简单。

## 开业
2018年9月29日开张，诗琳通公主到场主持了开幕典礼。开业后营业时间为每天7:30至17:30，但咖啡馆尚未开业时已有众多游客和民众吸引参观。店员身穿紫色（诗琳通公主的代表色）Polo衫制服。

## 图库

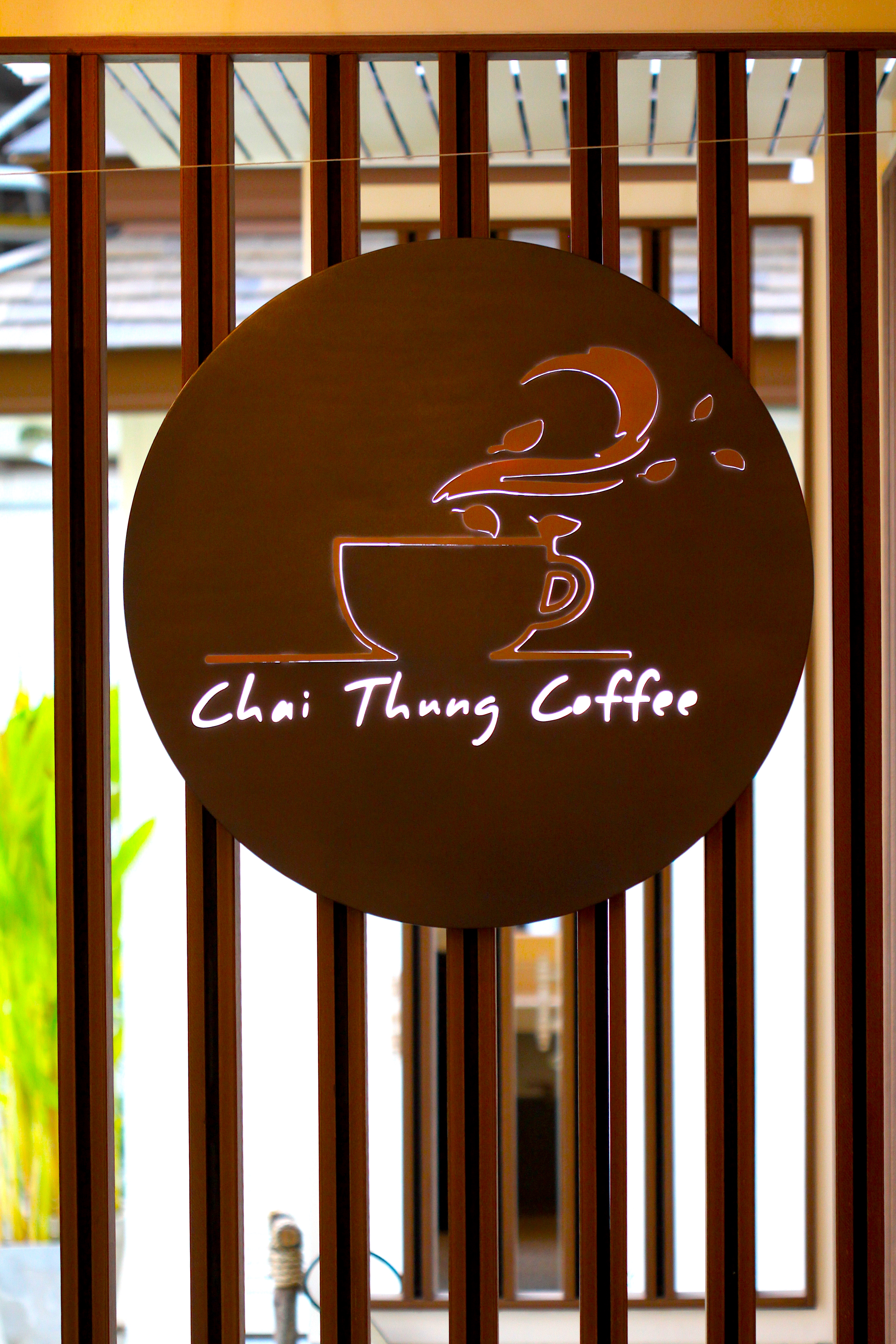
门口旁的招牌

## 流行文化
田边咖啡馆于2022年6月18日被手机游戏《我爱拼模型》中收录。